# 墨菲鎮區 (北卡羅萊納州切羅基縣)
墨菲鎮區（英語：Murphy Township）是位於美國北卡羅萊納州切羅基縣的一個鎮區。

## 地方資料
墨菲鎮區的面積為334.36平方千米，皆為陸地。根據2020年美國人口普查的數據，當地共有人口11356人，而人口密度為每平方千米33.96人。